# Dave Finlay
David Finlay Jr. (ur. 31 stycznia 1958) – północnoirlandzki wrestler oraz trener wrestlingu. Posiadacz m.in.: WCW World Television Championship (1998) oraz WWE United States Championship (2006).

## Kariera
Karierę wrestlera rozpoczął w 1974 roku w promocji prowadzonej przez jego ojca. W 1978 r. przeprowadził się do Anglii i zaczął występować w takich organizacjach jak Catch Wrestling Association i Joint Promotions. W 1982 r. zdobył pierwszy tytuł w Joint Promotions - British Heavy Middleweight Championship. W 1990 r. sięgnął po pas British Heavyweight Championship. Już w październiku 1989 r. zadebiutował w federacji World Wrestling Federation (WWF) w tag teamowym dark matchu w drużynie z Markiem Rocco i Skullem Murphym przeciwko Alowi Perezowi, Dale’owi Wolfe’owi i Timowi Hornerowi.
W 1995 r. zadebiutował w World Championship Wrestling (WCW) jako Belfast Bruiser. Gimmick „Belfast Bruisera” porzucił pod koniec października 1997 r., przybierając nowy pseudonim ringowy: Fit Finlay. 4 maja 1998 r. na tygodniówce Nitro sięgnął po swój pierwszy tytuł w federacji WCW - WCW World Television Championship pokonując Bookera T. Tytuł ten stracił w czerwcu 1998 r. na gali WCW The Great American Bash na korzyść Bookera T. WCW World Television Championship był jedynym tytułem jaki zdobył w tejże federacji. W 1999 r. na WCW Bash at the Beach wygrał jeszcze turniej Hardcore Junkyard Invitational Tournament. W listopadzie 2000 r. zaliczył swój ostatni występ w WCW podczas house show jaki odbył się w Niemczech.
W 2001 r. po tym jak WWF zakupiło WCW, Finlay został trenerem przyszłych wrestlerów federacji WWF (WWE). Trenował m.in. Johna Cenę i Randy’ego Ortona oraz diwy. W 2004 r. okresowo walczył w ringu. W dniu 20 stycznia 2006 r. pojawił się po raz pierwszy na tygodniówce SmackDown! w walce z Mattem Hardym, gdzie wystąpił jako antagonista. Od stycznia 2006 r. odgrywał postać „dumnego Irlandczyka, który uwielbia walczyć”. Po tym jak Booker T zwyciężył w turnieju King of the Ring w 2006 r., Finlay dołączył do stajni, którą utworzył sam Booker T, występujący wtedy już pod gimmickiem „King Booker”. Stajnia ta nosiła nazwę King Booker’s Court, a Dave Finlay otrzymał od Bookera T przydomek Sir Finlay.
W maju 2006 r. do Finlaya dołączył Hornswoggle (Dylan Postl), który wielokrotnie później pomagał Finlayowi wygrywać kolejne starcia, np. poprzez podrzucanie laski shillelagh, której ten używał jako broni lub odwracając uwagę przeciwników Finlaya (Hornswoggle odgrywał wtedy w kayfabe postać syna Finlaya). W lipcu 2006 r. na SmackDown! wywalczył swój pierwszy tytuł w World Wrestling Entertainment - był to pas WWE United States Championship. Tytuł ten stracił również na SmackDown!, w dniu 29 sierpnia 2006 r. na korzyść Mr'a Kennedy’ego. Na gali Bragging Rights w 2009 r. zdołał jeszcze sięgnąć po drużynowe trofeum tej gali z teamem SmackDown!, w której oprócz Finlaya znaleźli się: Chris Jericho, Kane, R-Truth, Matt Hardy, David Hart Smith i Tyson Kidd.
W latach 2009–2011 jeszcze okresowo pojawiał się w telewizji, jednak już od 2010 r. stał się trenerem i agentem federacji WWE. W marcu 2011 r. odszedł z WWE, podpisując kontrakt z federacją Total Nonstop Action Wrestling jednak nie zawalczył dla tej federacji ani razu. Od lipca 2011 r. zaczął walczyć w federacjach niezależnych takich jak: Pro Wrestling Guerilla, Stampede Wrestling, Ring of Honor i Wrestling New Classic. 
W lipcu 2012 r. powrócił do WWE jako zakulisowy producent i na tym stanowisku pracuje do dziś.

## Życie prywatne
Jego ojciec i dziadek również byli zawodowymi zapaśnikami, a jego siostra była sędziną wrestlingu. Jego brat - Albert był piłkarzem i grał na pozycji bramkarza w klubie Glentoran FC na przełomie lat sześćdziesiątych i siedemdziesiątych. Z drugą żoną - Melanie ma troje dzieci. Cała trójka jego dzieci trenowała zapasy amatorskie. Jego najstarszy syn - David zadebiutował w wrestlingu w grudniu 2012 r. w japońskiej federacji New Japan Pro Wrestling. Obecnie rodzina Finlayów mieszka w Atlancie.